# Jacques Lemonnier
Pour les articles homonymes, voir Lemonnier.
Jacobsen, Jak Lemonnier, Jak
Jacques Lemonnier est un auteur de bande dessinée français né en 1958 ; il a signé des œuvres érotiques et d'autres pour tout public.

## Biographie
Après un passage au mensuel Fluide glacial sous le pseudonyme de Jakez Bihan, il se tourne en 1987 vers la bande dessinée érotique avec plusieurs récits mêlant humour et pornographie sous le pseudonyme de Jacobsen.
À partir de 2001, sous le pseudonyme de Jak, il adopte un style franco-belge tout public pour une vingtaine d'albums humoristiques.
En 2018 il signe sous le nom de Jak Lemonnier un album sur Renoir dans un style réaliste,.

## Œuvres
Sous le nom de Jacobsen

Sauf mention contraire, Jacobsen est scénariste et dessinateur des albums.
- La grenouille (qui voulait s'la faire aussi grosse que le taureau), CAP, coll. « Bédéadult », 1988 (réédition en 2007 par les éditions Dynamite)[5],  (ISBN 978-2-907-682-02-2)
- Mathilde et Gilda, CAP, coll. « Bédéadult », 1989,  (ISBN 978-2-907-682-42-8)
- Le loup et l'agnelle, CAP, coll. « BédéX », 1990,  (ISBN 978-2-907-682-55-8)
- Mistress Jayne, (scénario non-crédité de Henri Filippini) [2], CAP, coll. « Bédéadult », 1991,  (ISBN 978-2-910-118-01-3)
- Dialogues de Pierre Louÿs (d'après Dialogues de courtisanes de Pierre Louÿs), IPM, 1992,  (ISBN 978-2-912-003-27-0)
- Céline(Esclave à plein temps), Loempia France, coll. « Magic-strip », 1994,  (ISBN 978-2-912-003-13-3)
- Mathilde et Gilda (Le retour), IPM, 1996,  (ISBN 978-2-912-003-23-2)
- Lou, Taxi de nuit, IPM, 1999,  (ISBN 978-2-912-003-39-3)
- Châtiments corporels, (texte de Bernard Margeride, illustrations Jacobsen), Éditions Sabine Fournier, 1999,  (ISBN 2-909850-31-5)
- Miss Butterfly, CAP, 2000,  (ISBN 978-2-912-003-14-0)
- Céline(s), IPM, 2001,  (ISBN 978-2-912-003-64-5)
- Le jardin des perversions(Maxime), IPM, 2002,  (ISBN 978-2-912-003-93-5)
- Nuit très sauvage, (scénario de Bernard Joubert), IPM, 2003,  (ISBN 978-2-848-070-04-9)
- Jacobsenneries, Dynamite, coll. « Petit pétard », 2006,  (ISBN 2-915101-20-5)
- La grenouille, (nouvelle édition), Dynamite, coll. « Petit pétard », 2007,  (ISBN 978-2-915-101-29-4)
- Lou, taxi de nuit, (nouvelle édition), Dynamite, coll. « Presbyte », 2011,  (ISBN 978-2-915-101-59-1)[6]
- Lou, Taxi de nuit tome 1,(nouvelle édition), Hachette, collection Les grands classiques de la bande dessinée érotique, 2020, (sans ISBN)
- Lou, Taxi de nuit tome 2,(nouvelle édition), Hachette, collection Les grands classiques de la bande dessinée érotique, 2020, (sans ISBN)
- Dialogues de Pierre Louÿs,(nouvelle édition), Hachette, collection Les grands classiques de la bande dessinée érotique, 2022, (sans ISBN)
- Le loup et l'agnelle,(nouvelle édition), Hachette, collection Les grands classiques de la bande dessinée érotique, 2023, (sans ISBN)
- La grenouille,(nouvelle édition), Hachette, collection Les grands classiques de la bande dessinée érotique, 2023, (sans ISBN)
- Jacobsenneries,(nouvelle édition), Hachette, collection Les grands classiques de la bande dessinée érotique, 2023, (sans ISBN)

Sous le nom de Jak

Sauf mention contraire, Jak est dessinateur des albums.
- Antoine et la poubelle, (texte Martine Gaurat, dessin Jacques Lemonnier), Grrr...Art Éditions, 1999,  (ISBN 978-2-913-574-02-1)
- Léo et Lu #1 (On est tous frères...Sœurs), (texte Georges « Geg » Grard), Grrr...Art Éditions, 2001,  (ISBN 978-2-913-574-09-0)
- Touba (J'ai des pensées pour vous), (texte Jean-Jacques Thibaud), Grrr...Art Éditions, 2003,  (ISBN 978-2-913-574-13-7)
- Robinson #1 (C'est tous les jours Vendredi), (texte et dessin Jak, couleurs Myriam), Éditions petit à petit, 2003,  (ISBN 978-2-914-401-77-7)
- Léo et Lu #2 (Au 2nd tour), (texte Georges « Geg » Grard), Grrr...Art Éditions, 2003,  (ISBN 978-2-913-574-14-4)
- Léo et Lu #3 (Un mois sans toit), (texte Georges « Geg » Grard), Grrr...Art Éditions, 2004,  (ISBN 978-2-913-574-23-6)
- Léo et Lu #4 (2 fois parents), (texte Georges « Geg » Grard), Grrr...Art Éditions, 2005,  (ISBN 978-2-913-574-24-3)
- La bande à Ed #1, (texte Georges « Geg » Grard), Grrr...Art Éditions, 2006,  (ISBN 978-2-913-574-45-8)
- Léo et Lu #5 (Eux à la neige), (texte Georges « Geg » Grard), Grrr...Art Éditions, 2007,  (ISBN 978-2-913-574-32-8)
- Robinson #2 (Une bouteille à l'amer), (texte et dessin Jak, couleurs Myriam), Éditions petit à petit, 2008,  (ISBN 978-2-849-490-08-2)
- La bande à Ed #2 (Tous à Peyrax !), (texte Georges « Geg » Grard), Grrr...Art Éditions, 2008,  (ISBN 978-2-913-574-39-7)
- Touba (L'homme ne descend pas du sage), (texte Jean-Jacques Thibaud), Grrr...Art Éditions, 2009,  (ISBN 978-2-913-574-19-9)
- Les cheminotes, (texte Georges « Geg » Grard, couleurs Fabien Rypert), Grrr...Art Éditions, 2009,  (ISBN 978-2-913-574-18-2)
- Robinson #3 (Parano, mais presque...), (texte et dessin Jak, couleurs Myriam), Éditions petit à petit, 2010,  (ISBN 978-2-849-491-95-9)
- Léo et Lu #6 (En plein dans le Nil !), (texte Georges « Geg » Grard), Grrr...Art Éditions, 2010,  (ISBN 978-2-913-574-82-3)
- La bande à Ed #3 (Festi'Val Fleuri), (texte Georges « Geg » Grard), Grrr...Art Éditions, 2011,  (ISBN 978-2-913-574-59-5)
- Léo et Lu #7 (Quoi de neuf? Moi...), (texte Georges « Geg » Grard), Grrr...Art Éditions, 2013,  (ISBN 978-2-365-920-24-7)
- La bande à Ed #4 (Au boulot), (texte Georges « Geg » Grard), Grrr...Art Éditions, 2014,  (ISBN 978-2-365-920-34-6)
- Sparte chien guide (souriez, vous êtes guidés), (texte Georges « Geg » Grard et Leopold « Leusko » Grard), Grrr...Art Éditions, 2015,  (ISBN 978-2-365-920-71-1)
- Léo et Lu #8 (Et 1 ! Et 2 ! Et 3 héros !), (texte Georges « Geg » Grard), Grrr...Art Éditions, 2016,  (ISBN 978-2-365-920-81-0)
- La bande à Ed #5 (Va y avoir du sport !), (texte Georges « Geg » Grard), Grrr...Art Éditions, 2018,  (ISBN 978-2-365-921-10-7)
- Le petit livre des handicaps, (texte Georges et Léopold Grard, illustrations Jak), Grrr...Art Éditions, 2019,  (ISBN 978-2-365-921-20-6)
- Léo et Lu #9 (Piques épiques...école et drames! Cours et cour...Et ras les blâmes !), (texte Georges « Geg » Grard), Grrr...Art Éditions, 2019,  (ISBN 978-2-365-921-25-1)
- La bande à Ed #6 (A l'hosto !), (texte Georges « Geg » Grard), Grrr...Art Éditions, 2021,  (ISBN 978-2-365-921-40-4)
- Léo et Lu #10 (On aime ce que vous "fête"!), (texte Georges « Geg » Grard), Grrr...Art Éditions, 2021,  (ISBN 978-2-365-921-51-0)
- Antoine et la poubelle, (texte Martine Gaurat, dessin Jacques Lemonnier), (nouvelle édition), Grrr...Art Éditions, 2022,  (ISBN 978-2-365-921-72-5)
- La bande à Ed #7 (Au sommet !), (texte Georges « Geg » Grard), Grrr...Art Éditions, 2023,  (ISBN 978-2-365-921-63-3)
- La bande à Ed #8 (Ed aux jeux paralympiques), (texte Georges « Geg » Grard), Grrr...Art Éditions, 2024,  (ISBN 978-2-365-922-26-5)
- Léo et Lu #11 (se la pètent), (texte Georges « Geg » Grard), Grrr...Art Éditions, 2025,  (ISBN 978-2-365-922-47-0)

Sous le nom de Jak Lemonnier
- D'un Renoir à l'autre, (scénario d'Eddy Simon, dessin de Jak Lemonnier), Éditions 21g, 2018,  (ISBN 979-1-093-111-35-3)[3],[4]